# Ressonância magnética detectada eletricamente
A técnica de Ressonância magnética detectada eletricamente (RMDE), mais conhecida pela sua denominação em inglês como Electrically detected magnetic resonance (EDMR), consiste em detectar a variação da condutividade elétrica da amostra de estudo quando esta se encontra na condição de ressonância magnética eletrônica. Dessa forma, apenas as partículas paramagnéticas que sofreram transição de spin devido à ressonância e que participavam ou passaram a participar do processo de condução elétrica são as responsáveis pelo sinal de RMDE. Assim, diz-se que a medida de RMDE sempre envolve um mecanismo de transporte de carga dependente de regras de seleção de spin. A primeira consequência desta técnica é um aumento da sensibilidade de medida, visto que agora a detecção do sinal se dá através de medidas elétricas.

## Visão da técnica
Como fim de demonstração da origem do sinal de RMDE, considera-se o processo de transporte elétrico por hopping e o processo de recombinação em um semicondutor. Ambos estes processos são determinados pelo Princípio de Exclusão de Pauli. Nestes processos de transição, geralmente os spins são conservados, assim, tanto o transporte por hopping como a recombinação dependente de spin são permitidos somente sob a configuração de estados singletos, onde a orientação dos spins é antiparalela. Sob condições de ressonância magnética, estes dois processos são aumentados, uma vez que um maior número de estados tripletos é convertido em estados singletos, do que vice e versa; e, esta alteração resultará num aumento ou diminuição da condutividade elétrica do material de estudo, caracterizando o sinal de RMDE.

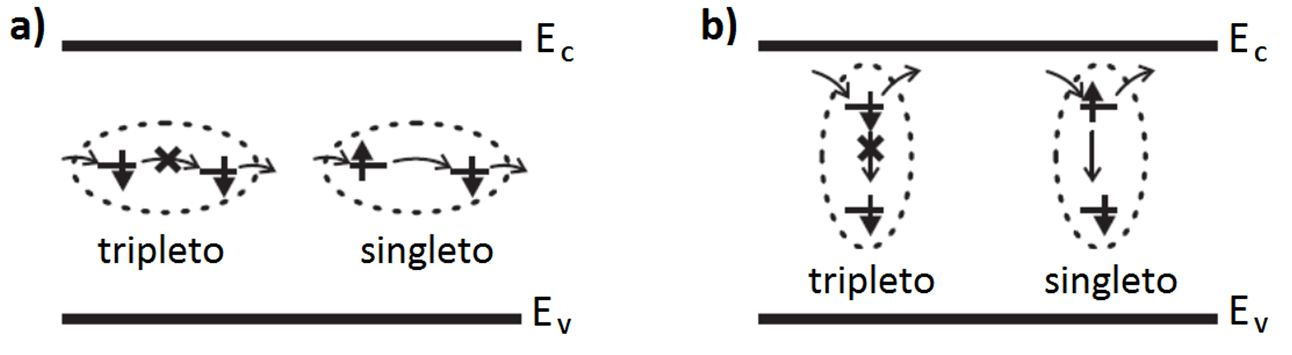
Processos determinados pelo princípio de exclusão de Pauli: a) transporte por hopping dependente de spin; b) recombinação dependente de spin.

## Aspectos diferencias da técnica de RMDE
Em decorrência do processo de medição do sinal de RMDE se dar através de medidas elétricas, isto possibilitou um grande aumento de sensibilidade em sua detecção. Experimentalmente já se conseguiu medir menos de 100 spins através da RMDE, o que demonstra um grande aumento de sensibilidade em comparação com a medida convencional de Ressonância Paramagnética Eletrônica (RPE), ou do inglês, Electron Paramagnetic Resonance (EPR), na qual os sinais típicos consistem de {\displaystyle 10^{12}} spins.
A alta sensibilidade de detecção torna a técnica de RMDE interessante para a caracterização de processos de transporte dependentes do spin em materiais e dispositivos de baixa dimensionalidade, o que pode vir a configurar uma das técnicas de caracterização ideais para o recente campo das nanotecnologia(s).
Uma grande vantagem da técnica de RMDE em comparação com as técnicas convencionais de espectroscopia de ressonância magnética é que qualquer material que se encontra num estado de condução elétrica apresentará um sinal de RMDE. Tal fato é decorrente, pois, na medida de RMDE a amostra se encontra alimentada por um sinal de tensão contínua (DC) que a condiciona num regime de condução elétrica; consequentemente, esta amostra conterá entidades paramagnéticas desemparelhadas as quais são passíveis ao fenômeno de ressonância magnética.
Outra característica importante desta técnica refere-se ao fato de se tratar de uma medida direta da amostra de estudo, onde, todo o sinal obtido resulta-se apenas dos processos decorrentes da amostra; em outras palavras, todo o substrato ou qualquer material que acompanha a amostra não interfere no sinal da mesma. Já nas técnicas convencionais de ressonância magnética tem-se o cuidado para que qualquer material que entre junto com a amostra na cavidade ressonante do espectrômetro não venha a ser ativo à RPE.
Diante destas características, a RMDE se revela uma das poucas técnicas capazes de fornecer informações sobre processos dependentes do spin de materiais e dispositivos reais sob condições de funcionamento normais.

## Modelos teóricos para a RMDE
Modelos gerais para a descrição da RMDE vêm sendo propostos na literatura, no entanto, este é um campo aberto para a pesquisa, visto que, além de tratar-se de fenômenos complexos, são muitas as variáveis do processo de medição que necessitam ser melhor estudadas.

## Configuração instrumental da técnica de RMDE
Quanto ao processo de medição, pode-se dizer que o aparato instrumental da RMDE consiste basicamente de duas partes: uma dessas compete à geração da condição de ressonância magnética e a outra é a responsável pela medida da condutividade elétrica da amostra. 
A parte referente à geração da condição de ressonância magnética sobre a amostra em estudo pode ser obtida através de uma fonte de micro-ondas que emite uma radiação {\displaystyle (h\nu )}  constante no tempo, enquanto se realiza uma varredura de campo magnético {\displaystyle (B)}, o qual é o responsável pelo Desdobramento Zeeman (Efeito Zeeman) dos níveis de energia da amostra.
Quando se obtém o valor de campo magnético {\displaystyle (B_{\mathrm {0} })} que satisfaz a condição de ressonância magnética dada pela equação:

{\displaystyle h\nu =\Delta E=E_{\mathrm {\alpha } }-E_{\mathrm {\beta } }=g\mu _{\mathrm {B} }B_{\mathrm {0} }},
onde {\displaystyle u_{\mathrm {B} }} é o magneton de Bohr; {\displaystyle \Delta E} é a diferença de energia eletrônica entre os estados {\displaystyle \alpha } e {\displaystyle \beta } ocasionada pelo Desdobramento Zeeman e {\displaystyle g} é o fator espectroscópico da amostra; as partículas paramagnéticas transicionam os seus spins entre os estados {\displaystyle \alpha } e {\displaystyle \beta }, e vice versa, constituindo-se os fenômenos de absorção e emissão estimuladas, respectivamente.
Na parte que se destina à medida da condutividade elétrica, deve-se haver a presença de uma fonte DC, a qual fornecerá um sinal de tensão contínua à amostra, proporcionando a energia necessária para o estado de condução da mesma. 
Sobre a amostra existem contatos elétricos que estabelecem a sua ligação com o circuito externo de medida da RMDE. Esse circuito externo consiste de um resistor de medida associado em série com a amostra. 
Quando a amostra entrar na condição de ressonância magnética, ocorrerá uma mudança em sua condutividade elétrica, a qual, consequentemente induzirá uma mudança na tensão elétrica em cima do resistor de medida. Essa variação é muito pequena para ser detectada diretamente por instrumentos DC. Portanto, para tais medidas é necessário modular o sinal de micro-ondas (ou o campo magnético), o que induzirá uma modulação no sinal elétrico a ser detectado. Este sinal modulado pode ser então medido pelo amplificador lock-in que se deve encontrar sincronizado na frequência de modulação do sinal de micro-ondas (ou do campo magnético).
O amplificador lock-in é utilizado na referida medição, pois, além desse conseguir medir variações na tensão elétrica da ordem de grandeza do sinal de RMDE, o seu processo de medida consiste numa detecção em fase com um sinal de referência, permitindo-se selecionar o sinal de interesse frente a interferências indesejadas (ruídos).
Equipamentos específicos para a técnica de RMDE não são comuns para a comercialização, o que culmina na construção “caseira” de tal instrumental através da integração de equipamentos convencionais de um laboratório de pesquisa.